# Lamholmen (Lindås)
Ne doit pas être confondu avec Lamholmen ou Lamholmen (Alver).
Lamholmen est une île dans le landskap Sunnhordland du comté de Vestland. Elle appartient administrativement à Lindås.

## Géographie
Rocheuse et couverte d'arbres, elle s'étend sur environ 371 m de longueur pour une largeur approximative de 242 m. 